# Condado de Lika-Senj
O Condado de Lika-Senj (em croata: Ličko-senjska županija) é um condado da Croácia. Sua capital é a cidade de Gospić.

## Divisão administrativa
O Condado está dividido em 4 Cidades e 8 Municípios.
As cidades são:
- Gospić
- Novalja
- Otočac
- Senj

Os municípios são:
- Brinje
- Donji Lapac
- Karlobag
- Lovinac
- Perušić
- Plitvička jezera
- Udbina
- Vrhovine